# Benedikt Härlin
 Benedikt (Benny) Härlin (ur. 1 stycznia 1957 w Stuttgarcie) – niemiecki działacz polityczny i ekologiczny, dziennikarz, poseł do Parlamentu Europejskiego II kadencji.

## Życiorys
Studiował filozofię i socjologię na uniwersytetach w Tybindze i Berlinie, nie ukończywszy żadnego z kierunków. W młodości był anarchistą i mieszkał w squacie. Działał jako dziennikarz i wydawca skrajnie lewicowego periodyku Radikal. Należał także do władz wspierającego go stowarzyszenia Zeitungskooperative e.V, związał się też z ruchem Berliner Autonomen. Od 1980 pracownik berlińskiego oddziału Die Tageszeitung, którego był współzałożycielem. Został skazany na 2,5 roku pozbawienia wolności za promowanie organizacji terrorystycznej na łamach prasy. Przed więzieniem uchronił go immunitet europarlamentarzysty, podobnie jak wybranego w tych samych wyborach współpracownika Michaela Klöcknera. Ostatecznie w 1990 wyrok ten został uchylony przez Federalny Trybunał Sprawiedliwości.
W 1980 należał do założycieli Zielonych, a także zaangażował się w sieć pomocową Netzwerk Selbsthilfe. W 1984 uzyskał mandat deputowanego do Parlamentu Europejskiego (wkrótce popadł w konflikt z macierzystą partią, jednak pozostał jej członkiem). Przystąpił do Grupy Tęcza, został członkiem Komisji ds. Energii, Badań Naukowych i Technologii, Komisji ds. Socjalnych i Zatrudnienia oraz Komisji ds. Kontroli Budżetu.
W 1989 nie kandydował ponownie. Jeszcze w trakcie sprawowania mandatu zainteresował się tematyką zagrożeń płynących z genetycznej modyfikacji roślin wskutek przypadkowego spotkania z Jeremym Rifkinem. Rozpoczął współpracę z Greenpeacem. Został dziennikarzem w powiązanym z nią Greenpeace Magazin i kierownikiem jej berlińskiego biura, przekonał także władze organizacji do sprzeciwu wobec GMO. Koordynował różne projekty, w tym w 1996 protesty przeciw legalizacji genetycznej modyfikacji żywności na terenie Niemiec. Brał udział w pracach nad protokołem bezpieczeństwa biologicznego z Cartageny. Od 2002 związany z organizacją rolniczą Zukunftsstiftung Landwirtschaft, został koordynatorem ogólnoeuropejskiej akcji Save our Seeds. Autor i współautor 3 książek poświęconych GMO i aktywności politycznej.